# M40自走砲
M40式155釐米火炮機動載具（英語：155 mm Gun Motor Carriage M40）是美國軍方以M4A3中型戰車的底盤為基礎研製而成的自走砲，採用大陸引擎與於第二次世界大戰末期問世的水平螺旋彈簧懸掛系統。

## 概述
裝備裝備一門155毫米M2榴彈炮的M40自走砲是其前輩M12自走砲的替代車種；其原型車編號為「T83」，後於1945年3月更名為「M40」。
一輛單人駕駛的M40曾在1945年的歐洲戰場上被第991野戰砲兵營所使用，該營亦使用了M40的衍生車種T89式8英吋榴彈砲機動載具，一種有時也裝備155毫米口徑砲管的自走砲。在戰爭結束前，原本預計建造的600輛中只有311輛建造完成。在那之後，M40便被部署到韓戰中。
二戰後，M40進入英國陸軍服役。它被賦予了155公釐自走砲M40式的正式名稱，並依照以神職人員為自走砲命名的傳統為M40取了一個「樞機主教」的代號，依照此傳統命名的自走砲包括了主祭式自行火炮、牧師式自走炮、主教式自行火炮以及司事式自行火炮。

## 砲兵編組
一個完整的自走炮砲組包含了一輛M40，搭配一輛由M4高速牽引車與牽引的M23彈藥拖車。每個自走砲兵連有四個自走砲組。M4A1高速牽引車及M23彈藥運輸車的組合取代了早期型的M30彈藥運輸車。

## 型號

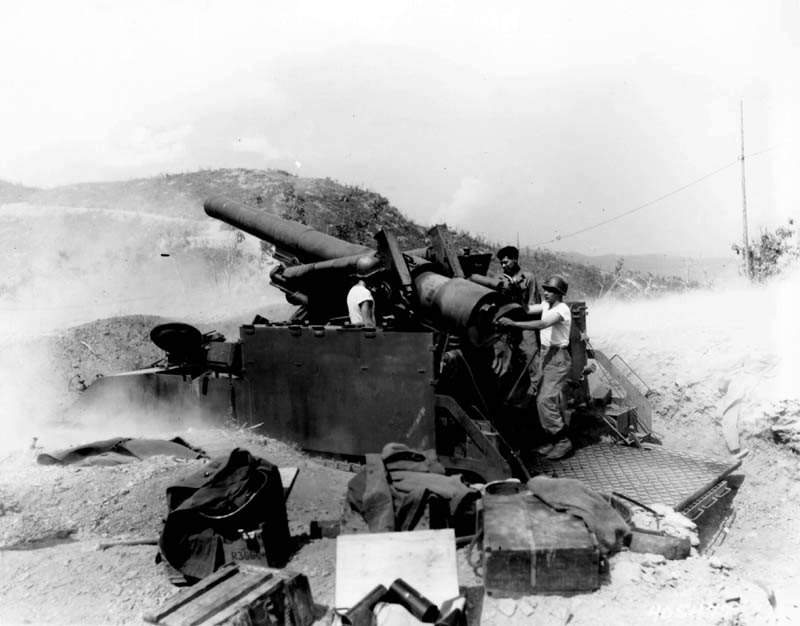
韓戰中的M43型8英吋自走砲

陸軍曾經計畫以T38的底盤發展出一系列的自走砲家族:
- T30運輸車 - 僅僅製造了數量後便於1944年12月被取消，原因是要騰出底盤以建造更多火炮載具
- M43型8英吋自走砲 - 8英吋（203釐米）自走砲，於1945年8月進行標準化作業，共製造了48輛
- T94型250釐米迫擊砲載具 - 10英吋（250釐米）迫擊砲載具，設計始於1945年2月，僅有一輛原型車於1946年完工

## 相關車輛
- M7B1型105釐米榴彈砲機動載具 - 以M4A3雪曼戰車的底盤為基礎所研發出的105釐米榴彈砲自行火炮載具
- M12自走砲 - 自行155釐米火炮載具
  - M30彈藥運輸車 - 載運彈藥及乘組員並移除火炮的M12

## 現存的M40
- 一輛存於美國陸軍軍備博物館
- 一輛存於英國達克斯福德帝國戰爭博物館
- 一輛存於英國伍利奇皇家砲兵博物館
- 一輛存於德國辛斯海姆科技博物館
- 兩輛M40GMC存於美國阿肯色州小岩城羅賓森基地的阿肯色國民警衛隊博物館
- 一輛存於美國阿肯色州查爾斯頓城市車輛存放場
- 一輛存於奧克拉荷馬州錫爾堡的美國陸軍野戰砲兵博物館

## 外部連結
- World War II vehicles
- AFV database Archive.today的存檔，存档日期2012-12-05
- training film  （页面存档备份，存于）